# Lepidocolaptes squamatus
Lepidocolaptes squamatus là một loài chim trong họ Furnariidae.